# 多米妮克·桑达
多米妮克·桑达（法語：Dominique Sanda，1951年3月11日—），女，法国演员。曾获得1976年戛纳电影节最佳女演员奖。